# Nanker Phelge
Nanker/Phelge („Nanker Phelge“ bzw. „Nanker; Phelge“) ist ein von Brian Jones erfundenes Doppel-Pseudonym, das vom Songwriter-/Autorenteam Mick Jagger und Keith Richards für einige frühe Plattenveröffentlichungen (1963–1965) ihrer Band The Rolling Stones benutzt wurde. Das Pseudonym fand aber auch Anwendung bei Kompositionen, an denen (etwa wie bei I’m All Right) die gesamte Band beteiligt war – Mick Jagger, Keith Richards, Brian Jones, Bill Wyman und Charlie Watts sowie das „inoffizielle“ frühe Rolling-Stones-Mitglied Ian Stewart. Das Pseudonym Nanker/Phelge setzt sich zusammen aus dem Nachnamen von James „Jimmy“ Phelge, einem ehemaligen Mitbewohner von Jagger, Jones und Richards in der Edith Grove 102, sowie der Phantasiebezeichnung Nanker für eine besonders von Brian Jones öfter gezogene Grimasse.
Einer amerikanischen Scheinfirma, die denselben Namen wie das britische Unternehmen „Nanker Phelge“ trug, hatte Allen Klein die Einnahmen der Rolling Stones aus Tantiemen zukommen lassen, womit die Band Lizenzrechte an Werken wie Satisfaction und Ruby Tuesday verlor.
Rolling-Stones-Songs, bei denen das Pseudonym verwendet wurde:
- Stoned (Oktober 1963)
- Little By Little (Februar 1964, Phelge und Spector)
- Now I’ve Got a Witness (April 1964, nur Phelge)
- Stewed and Keefed (Brian's Blues) (Juni 1964)
- 2120 South Michigan Avenue (August 1964)
- Empty Heart (August 1964)
- Play With Fire (Februar 1965)
- The Under Assistant West Coast Promotion Man (Mai 1965)
- I’m All Right (Juli 1965, auf Got Live If You Want It!), Coverversion des Titels auf Bo Diddley’s Beach Party (Bo Diddley, 1963)[5]